# Parallelia concolor
Parallelia concolor là một loài bướm đêm trong họ Erebidae.